# Axocopactla
Axocopactla är en ort i Mexiko.   Den ligger i kommunen Chiconcuautla och delstaten Puebla, i den sydöstra delen av landet, 140 km nordost om huvudstaden Mexico City. Axocopactla ligger 1 945 meter över havet och antalet invånare är 130.
Terrängen runt Axocopactla är huvudsakligen kuperad, men västerut är den bergig. Runt Axocopactla är det ganska tätbefolkat, med 160 invånare per kvadratkilometer. Närmaste större samhälle är Huauchinango, 14,3 km nordväst om Axocopactla. I omgivningarna runt Axocopactla växer i huvudsak blandskog.